# Surplus
Surplus: Terrorized Into Being Consumers är en globaliseringskritisk dokumentärfilm från 2003 i regi av Erik Gandini och klippt av Johan Söderberg.
Filmen är producerad av filmbolaget Atmo i samarbete med Sveriges Television, där den också visades. Den har finansierats med pengar från Svenska Filminstitutet och Nordisk Film- och TV-Fond.

## Om filmen
Filmen är inspelad i USA, Genua, Alang, Shanghai, Budapest, Havanna och Stockholm. Den hade premiär den 22 mars 2003 i Stockholm.

## Medverkande
- George W. Bush
- Fidel Castro
- John Zerzan
- Steve Ballmer
- Bill Gates
- Kalle Lasn
- Tania
- Svante Tidholm